# 安普埃罗
安普埃罗，是西班牙坎塔布里亚的一个市镇。总面积32平方公里，总人口3578人（2001年），人口密度112人/平方公里。